# Colchicum
Colchicum és un gènere de plantes angiospermes de la família de les colquicàcies, dins del clade de les monocotiledònies. Són plantes natives d'Europa, Àsia occidental, nord d'Àfrica, i de l'Àfrica oriental i del sud.
Les seves fulles, corm i llavors són verinoses i contenen l'alcaloide colquicina. En aquest gènere l'ovari de la flor està sota terra i per això els estils són molt llargs, sovint de més de 10 cm.

## Taxonomia
Aquest gènere va ser publicat per primer cop l'any 1753 a l'obra Species Plantarum de Carl von Linné (1707-1778).

### Espècies
Dins del gènere Colchicum es reconeixen les 161 espècies següents:
- Colchicum actupii Fridl.
- Colchicum albanense (Schönland) J.C.Manning & Vinn.
- Colchicum albomarginatum (Schinz) J.C.Manning & Vinn.
- Colchicum alpinum DC.
- Colchicum amphigaripense (U.Müll.-Doblies, Weiglin, M.Gottlieb & D.Müll.-Doblies) J.C.Manning & Vinn.
- Colchicum androcymbioides (Valdés) K.Perss.
- Colchicum antepense K.Perss.
- Colchicum antilibanoticum Gomb.
- Colchicum arenarium Waldst. & Kit.
- Colchicum arenasii Fridl.
- Colchicum asteranthum Vassiliades & K.M.Perss.
- Colchicum asteroides (J.C.Manning & Goldblatt) J.C.Manning & Vinn.
- Colchicum atticum Spruner ex Tommas.
- Colchicum austrocapense (U.Müll.-Doblies & D.Müll.-Doblies) J.C.Manning & Vinn.
- Colchicum autumnale L.
- Colchicum balansae Planch.
- Colchicum baytopiorum C.D.Brickell
- Colchicum bellum (Schltr. & K.Krause) J.C.Manning & Vinn.
- Colchicum bivonae Guss.
- Colchicum boissieri Orph.
- Colchicum buchubergense (U.Müll.-Doblies & D.Müll.-Doblies) J.C.Manning & Vinn.
- Colchicum bulbocodium Ker Gawl.
- Colchicum burchellii (Baker) ined.
- Colchicum burkei (Baker) J.C.Manning & Vinn.
- Colchicum burttii Meikle
- Colchicum capense (L.) J.C.Manning & Vinn.
- Colchicum cedarbergense (U.Müll.-Doblies, Hähnl., U.U.Müll.-Doblies & D.Müll.-Doblies) J.C.Manning & Vinn.
- Colchicum chalcedonicum Azn.
- Colchicum chimonanthum K.Perss.
- Colchicum chlorobasis K.Perss.
- Colchicum cilicicum (Boiss.) Dammer
- Colchicum circinatum (Baker) J.C.Manning & Vinn.
- Colchicum clanwilliamense (Pedrola, Membrives & J.M.Monts.) J.C.Manning & Vinn.
- Colchicum confusum K.Perss.
- Colchicum corsicum Baker
- Colchicum crenulatum (U.Müll.-Doblies, E.G.H.Oliv. & D.Müll.-Doblies) J.C.Manning & Vinn.
- Colchicum cretense Greuter
- Colchicum crispum (Schinz) J.C.Manning & Vinn.
- Colchicum crocifolium Boiss.
- Colchicum cruciatum (U.Müll.-Doblies & D.Müll.-Doblies) J.C.Manning & Vinn.
- Colchicum cupanii Guss.
- Colchicum cuspidatum (Baker) J.C.Manning & Vinn.
- Colchicum davisii C.D.Brickell
- Colchicum decaisnei Boiss.
- Colchicum decipiens (N.E.Br.) J.C.Manning & Vinn.
- Colchicum doerfleri Halácsy
- Colchicum dolichantherum K.Perss.
- Colchicum dregei (C.Presl) J.C.Manning & Vinn.
- Colchicum eghimocymbion (U.Müll.-Doblies & D.Müll.-Doblies) J.C.Manning & Vinn.
- Colchicum etesionamibense (U.Müll.-Doblies & D.Müll.-Doblies) J.C.Manning & Vinn.
- Colchicum euboeum (Boiss.) K.Perss.
- Colchicum eucomoides (Jacq.) J.C.Manning & Vinn.
- Colchicum europaeum (Lange) J.C.Manning & Vinn.
- Colchicum exiguum (Roessler) J.C.Manning & Vinn.
- Colchicum fasciculare (L.) R.Br.
- Colchicum feinbruniae K.Perss.
- Colchicum fharii Fridl.
- Colchicum figlalii (Varol) Parolly & Eren
- Colchicum filifolium (Cambess.) Stef.
- Colchicum freynii Bornm.
- Colchicum gonarei Camarda
- Colchicum gracile K.Perss.
- Colchicum graecum K.Perss.
- Colchicum gramineum (Cav.) J.C.Manning & Vinn.
- Colchicum greuterocymbium (U.Müll.-Doblies, Raus & D.Müll.-Doblies) J.C.Manning & Vinn.
- Colchicum guessfeldtianum Asch. & Schweinf.
- Colchicum hantamense (Engl. ex Diels) J.C.Manning & Vinn.
- Colchicum haynaldii Heuff.
- Colchicum heldreichii K.Perss.
- Colchicum henssenianum (U.Müll.-Doblies & D.Müll.-Doblies) J.C.Manning & Vinn.
- Colchicum hierosolymitanum Feinbrun
- Colchicum hierrense (A.Santos) J.C.Manning & Vinn.
- Colchicum hirsutum Stef.
- Colchicum hughocymbion (U.Müll.-Doblies & D.Müll.-Doblies) J.C.Manning & Vinn.
- Colchicum hungaricum Janka
- Colchicum huntleyi (Pedrola, Membrives, J.M.Monts. & Caujapé) J.C.Manning & Vinn.
- Colchicum imperatoris-friderici Siehe ex K.Perss.
- Colchicum inundatum K.Perss.
- Colchicum irroratum (Schltr. & K.Krause) J.C.Manning & Vinn.
- Colchicum kackarense Rukšāns & Zubov
- Colchicum karooparkense (U.Müll.-Doblies, Daber, J.M.Anderson & D.Müll.-Doblies) J.C.Manning & Vinn.
- Colchicum kesselringii Regel
- Colchicum knersvlaktense (U.Müll.-Doblies & D.Müll.-Doblies) J.C.Manning & Vinn.
- Colchicum kotschyi Boiss.
- Colchicum kunkelianum (U.Müll.-Doblies, P.Hirsch, Stearn & D.Müll.-Doblies) J.C.Manning & Vinn.
- Colchicum kurdicum (Bornm.) Stef.
- Colchicum laetum Steven
- Colchicum lagotum K.Perss.
- Colchicum leistneri (U.Müll.-Doblies & D.Müll.-Doblies) C.Archer
- Colchicum leptanthum K.Perss.
- Colchicum lingulatum Boiss. & Spruner
- Colchicum longifolium Castagne
- Colchicum longipes (Baker) J.C.Manning & Vinn.
- Colchicum lusitanum Brot.
- Colchicum luteum Baker
- Colchicum macedonicum Košanin
- Colchicum macrophyllum B.L.Burtt
- Colchicum manissadjianii (Azn.) K.Perss.
- Colchicum maraschicum E.Kaya & Özhatay
- Colchicum melanthioides (Willd.) J.C.Manning & Vinn.
- Colchicum micaceum K.Perss.
- Colchicum micranthum Boiss.
- Colchicum minutum K.Perss.
- Colchicum montanum L.
- Colchicum multiflorum Brot.
- Colchicum munzurense K.Perss.
- Colchicum nanum K.Perss.
- Colchicum natalense (Baker) J.C.Manning & Vinn.
- Colchicum neapolitanum (Ten.) Ten.
- Colchicum orienticapense (U.Müll.-Doblies & D.Müll.-Doblies) J.C.Manning & Vinn.
- Colchicum palaestinum (Baker) C.Archer
- Colchicum parlatoris Orph.
- Colchicum parnassicum Sart., Orph. & Heldr.
- Colchicum paschei K.Perss.
- Colchicum peloponnesiacum Rech.f. & P.H.Davis
- Colchicum persicum Baker
- Colchicum poeltianum (U.Müll.-Doblies & D.Müll.-Doblies) J.C.Manning & Vinn.
- Colchicum polyphyllum Boiss. & Heldr.
- Colchicum praeirroratum (U.Müll.-Doblies & D.Müll.-Doblies) J.C.Manning & Vinn.
- Colchicum psammophilum (Svent.) J.C.Manning & Vinn.
- Colchicum pulchellum K.Perss.
- Colchicum pusillum Sieber
- Colchicum raddeanum (Regel) K.Perss.
- Colchicum rausii K.Perss.
- Colchicum rechingeri (Greuter) J.C.Manning & Vinn.
- Colchicum ritchii R.Br.
- Colchicum robustum (Bunge) Stef.
- Colchicum roseum (Engl.) J.C.Manning & Vinn.
- Colchicum sanguicolle K.Perss.
- Colchicum scabromarginatum (Schltr. & K.Krause) J.C.Manning & Vinn.
- Colchicum schimperi Janka ex Stef.
- Colchicum schimperianum (Hochst.) C.Archer
- Colchicum serpentinum Woronow ex Miscz.
- Colchicum sfikasianum Kit Tan & Iatroú
- Colchicum sieheanum Hausskn. ex Stef.
- Colchicum soboliferum (C.A.Mey.) Stef.
- Colchicum speciosum Steven
- Colchicum stevenii Kunth
- Colchicum stirtonii (U.Müll.-Doblies, Raus, Weiglin & D.Müll.-Doblies) J.C.Manning & Vinn.
- Colchicum striatum (Hochst. ex A.Rich.) J.C.Manning & Vinn.
- Colchicum swazicum (U.Müll.-Doblies & D.Müll.-Doblies) J.C.Manning & Vinn.
- Colchicum szovitsii Fisch. & C.A.Mey.
- Colchicum trigynum (Steven ex Adams) Stearn
- Colchicum triphyllum Kunze
- Colchicum troodi Kotschy
- Colchicum tulakii Giannakis, Tsiftsis & Elefth.
- Colchicum tunicatum Feinbrun
- Colchicum turcicum Janka
- Colchicum tuviae Feinbrun
- Colchicum umbrosum Steven
- Colchicum undulatum (U.Müll.-Doblies & D.Müll.-Doblies) J.C.Manning & Vinn.
- Colchicum vanjaarsveldii (U.Müll.-Doblies, Hähnl., U.U.Müll.-Doblies & D.Müll.-Doblies) J.C.Manning & Vinn.
- Colchicum varians (Freyn & Bornm.) Dyer
- Colchicum variegatum L.
- Colchicum villosum (U.Müll.-Doblies & D.Müll.-Doblies) J.C.Manning & Vinn.
- Colchicum volutare (Burch.) J.C.Manning & Vinn.
- Colchicum walteri (Pedrola, Membrives & J.M.Monts.) J.C.Manning & Vinn.
- Colchicum wendelboi K.Perss.
- Colchicum woronowii Bokeriya
- Colchicum worsonense (U.Müll.-Doblies & D.Müll.-Doblies) J.C.Manning & Vinn.
- Colchicum zahnii Heldr.

### Híbrids
S'ha descrit el següent híbrid natural:
- Colchicum × alberti Regel

### Sinònims
Els següents noms científics són sinònims heterotípics de Colchicum:
- Abandium Adans.
- Androcymbium Willd.
- Bulbocodium L.
- Celsia Boehm.
- Cymbanthes Salisb.
- Erythrostictus Schltdl.
- Eudesmis Raf.
- Fouha Pomel
- Geophila Bergeret
- Hermodactylum (R.Br.) Bartl.
- Merendera Ramond
- Monocaryum (R.Br.) Rchb.
- Paludana Salisb.
- Plexinium Raf.
- Synsiphon Regel

## Galleria fotogràfica

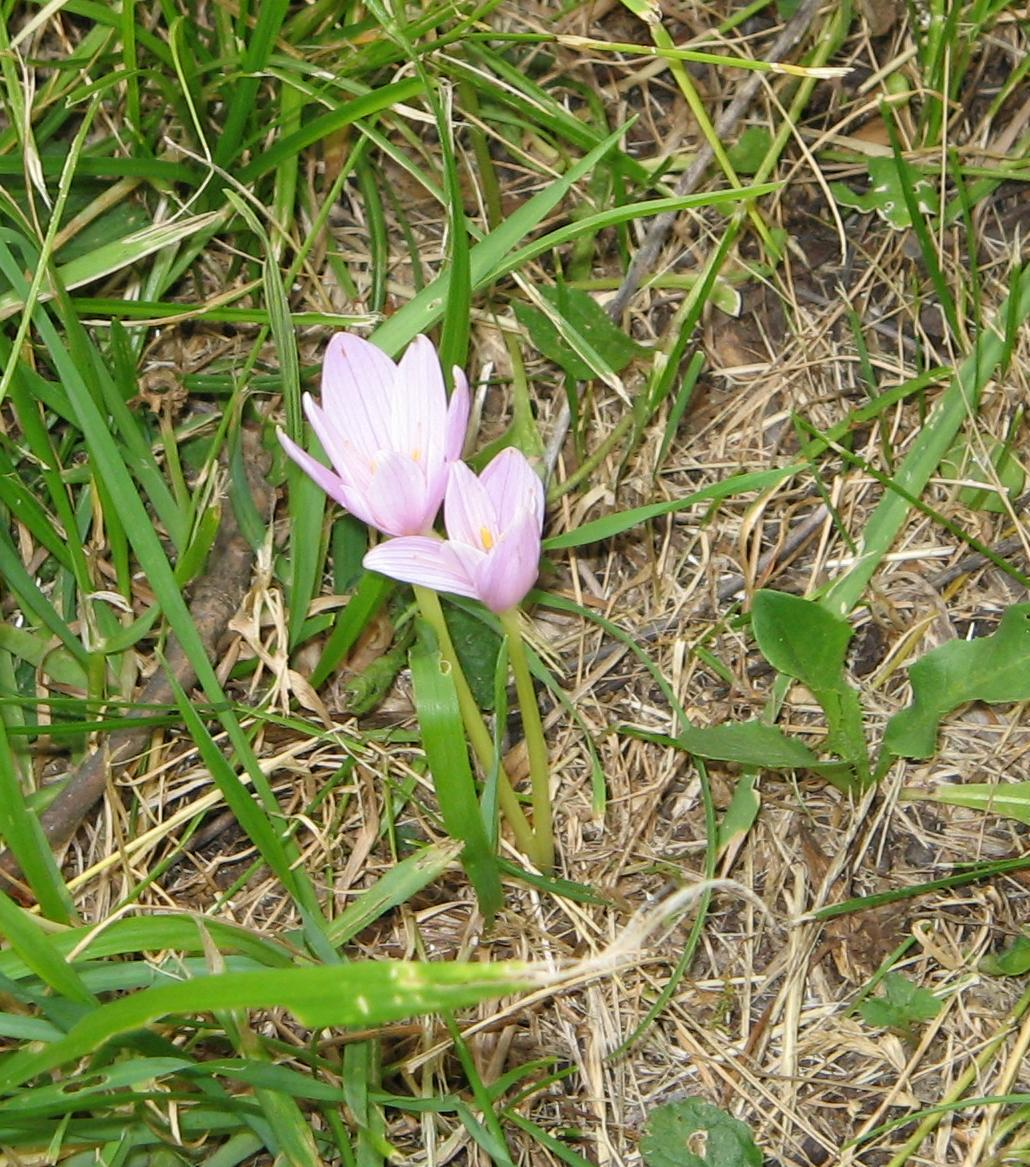
Colchicum alpinum
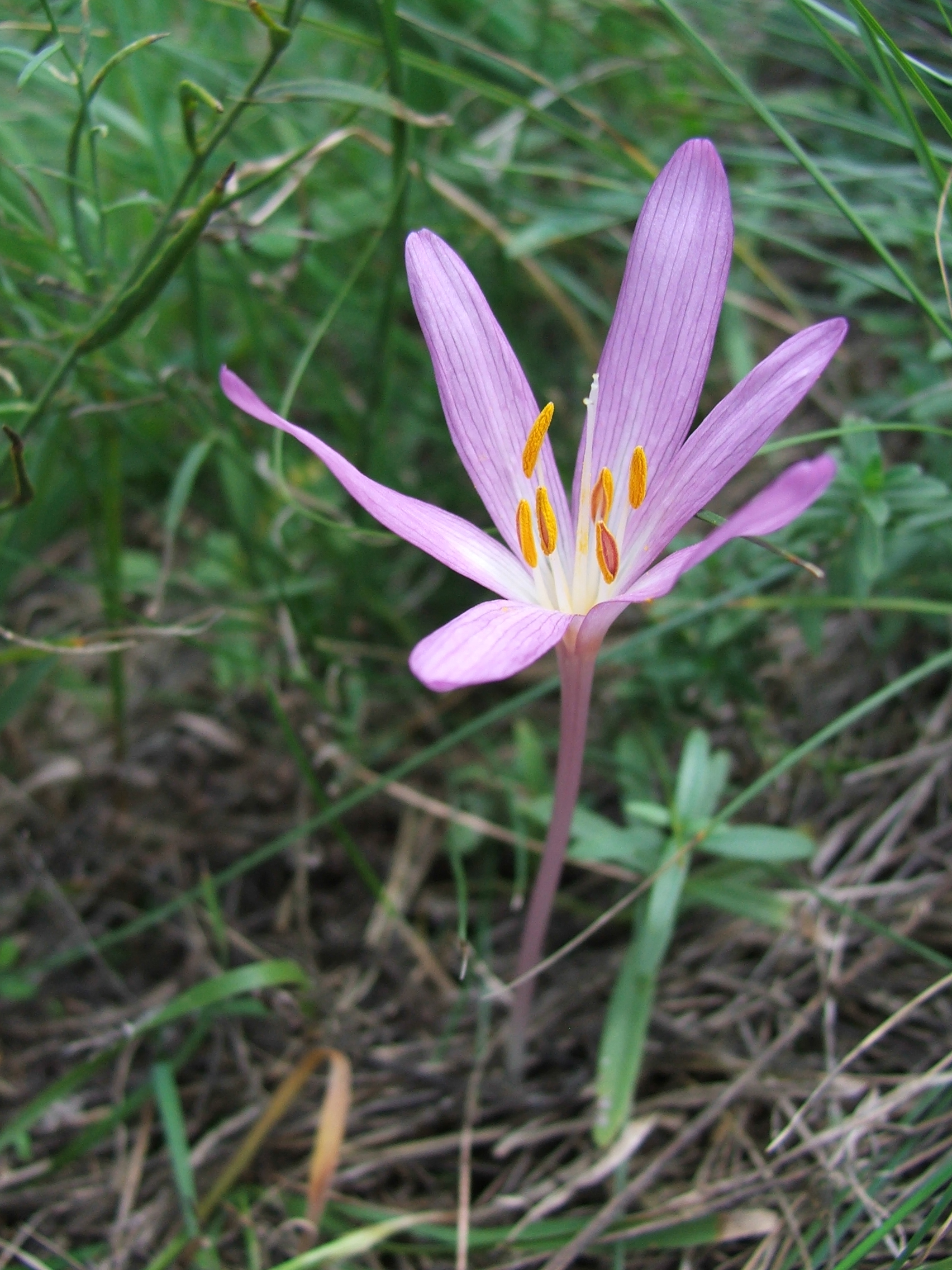
Colchicum arenarium
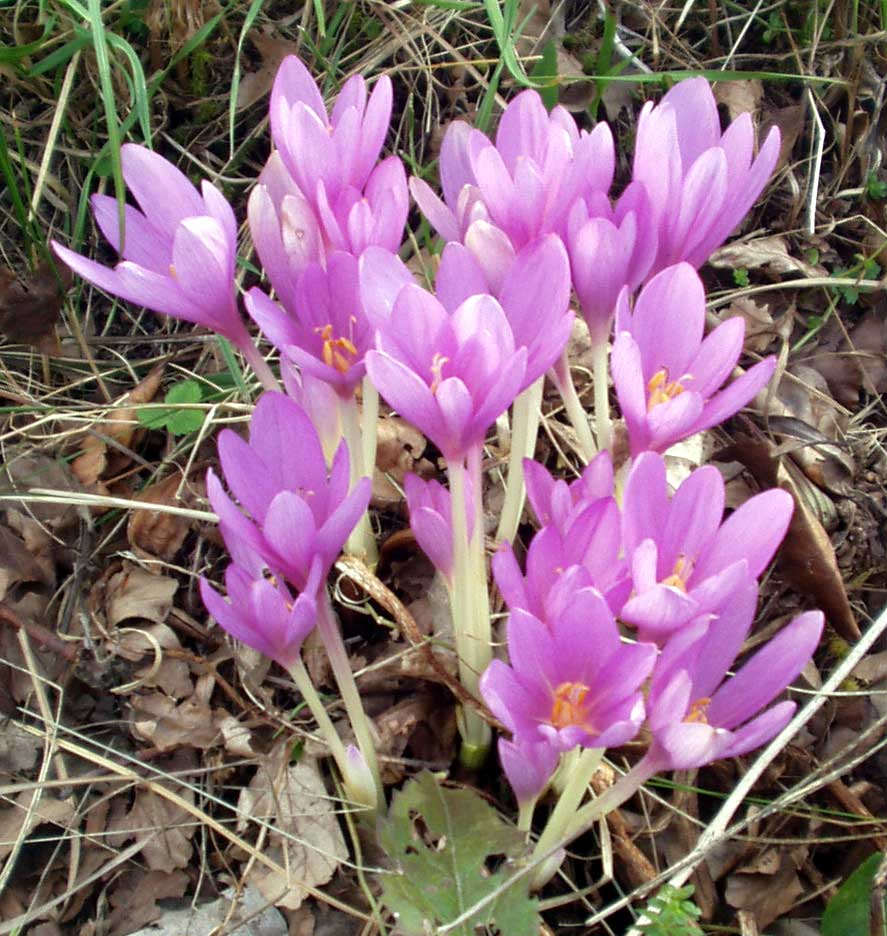
Colchicum autumnale
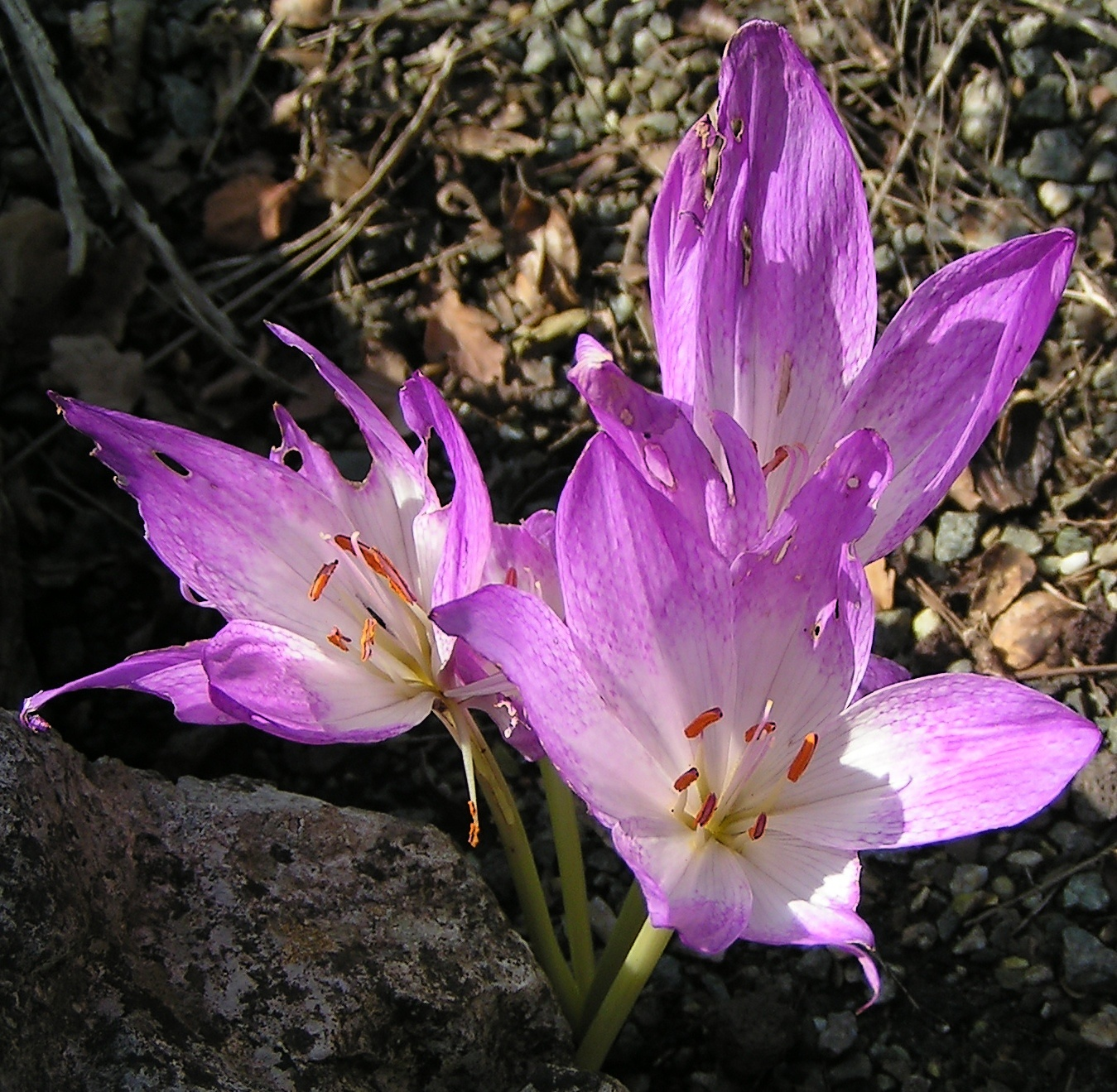
Colchicum bivonae
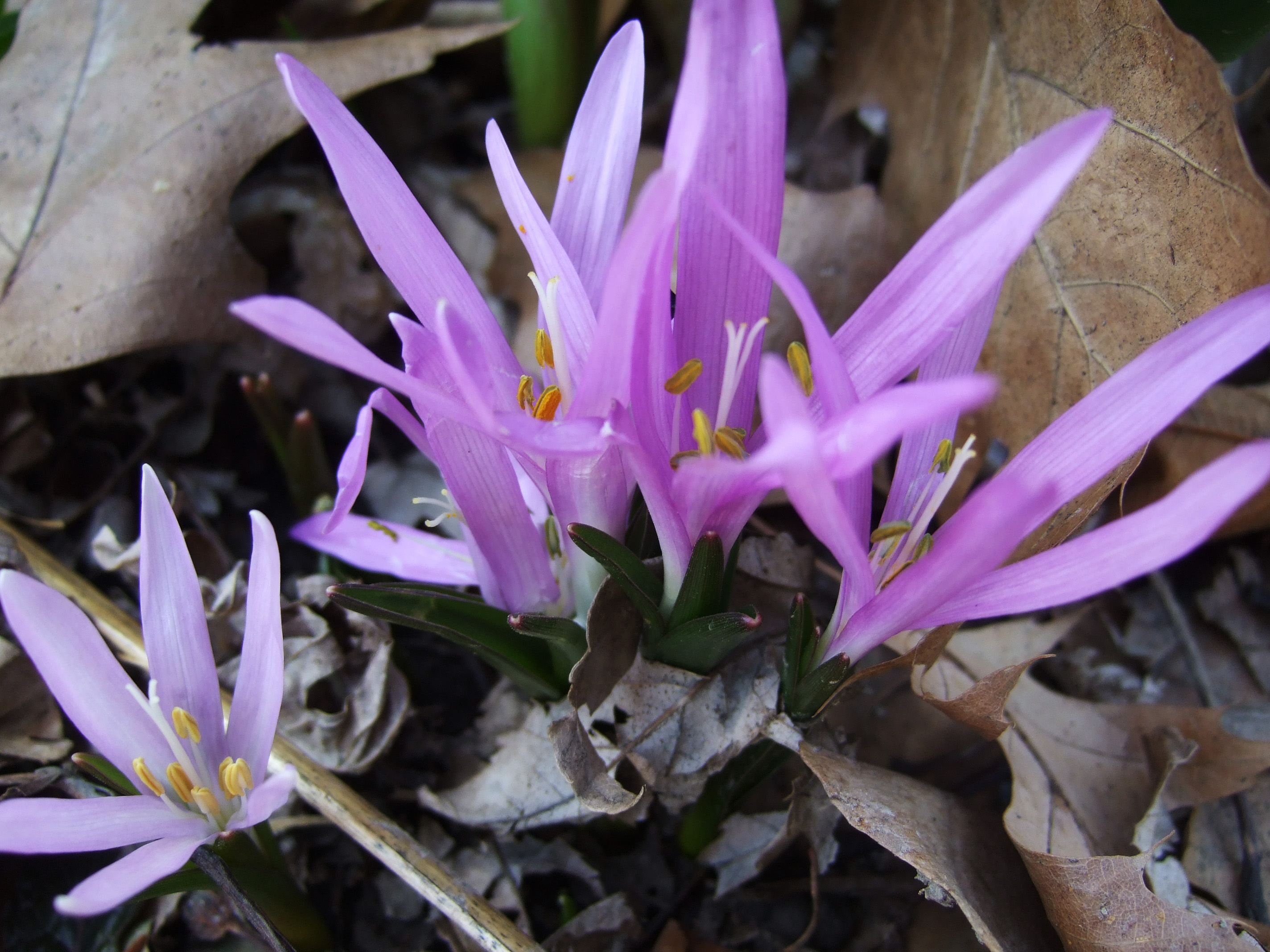
Colchicum bulbocodium
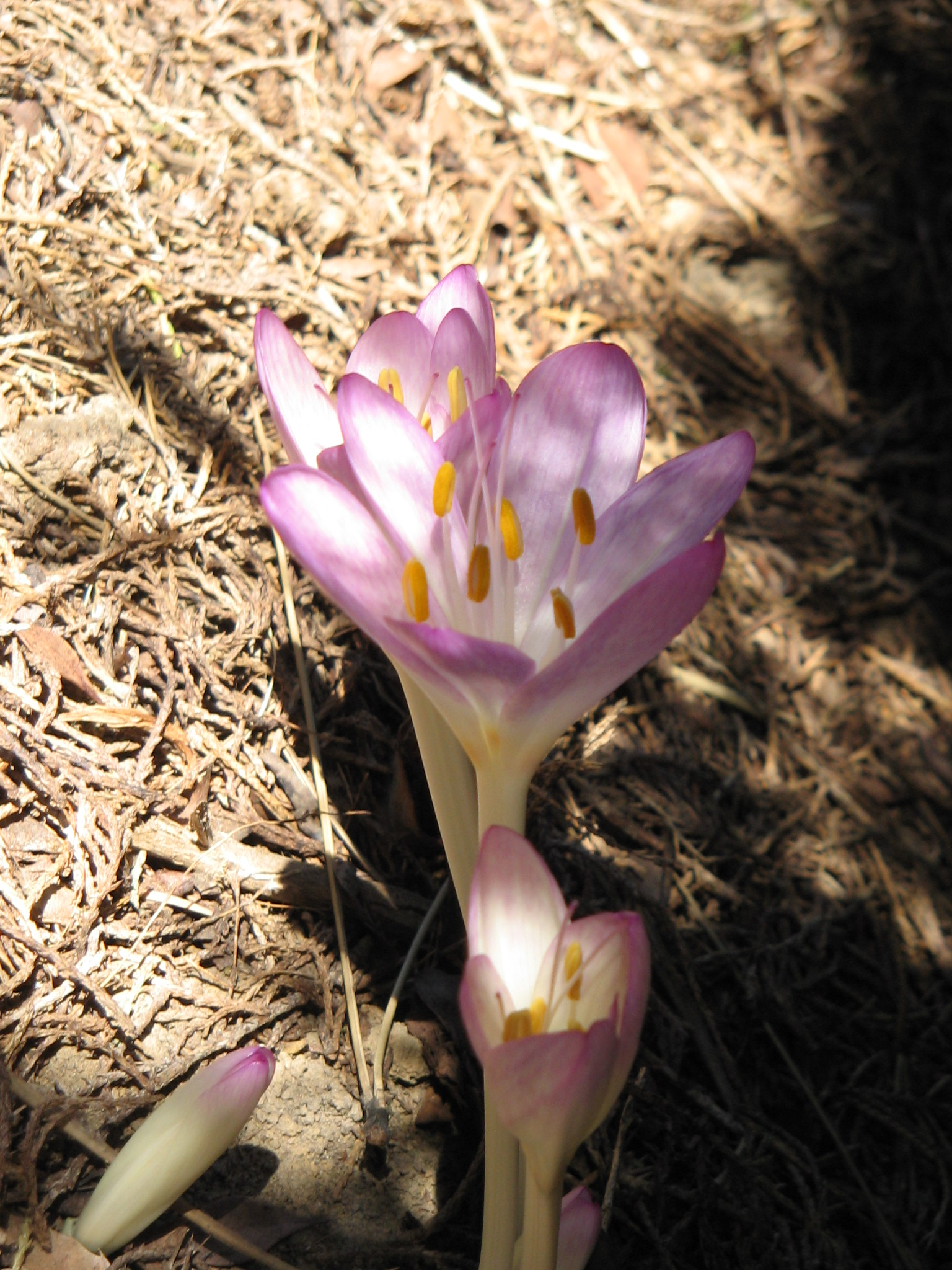
Colchicum cilicicum
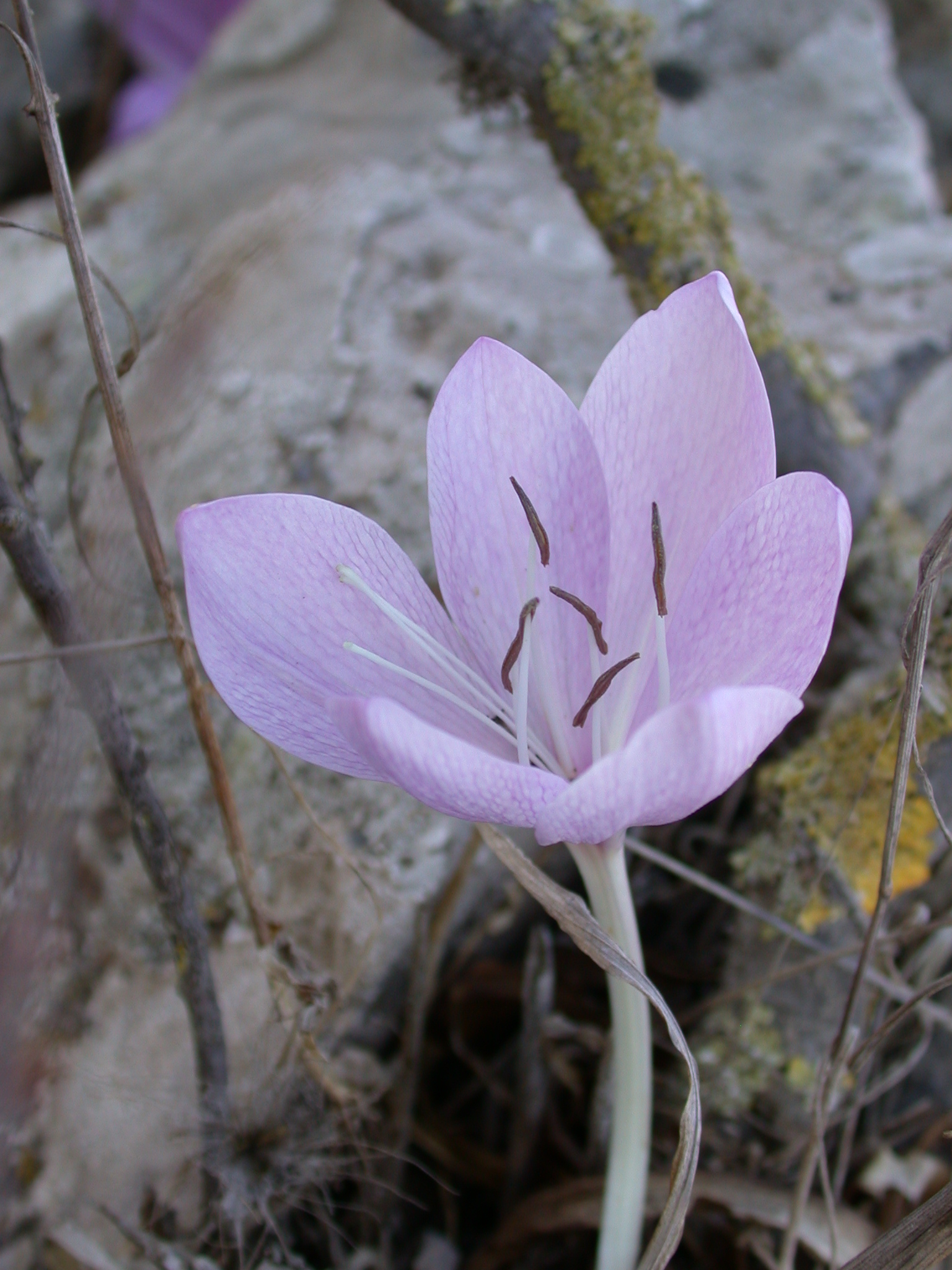
Colchicum feinbruniae
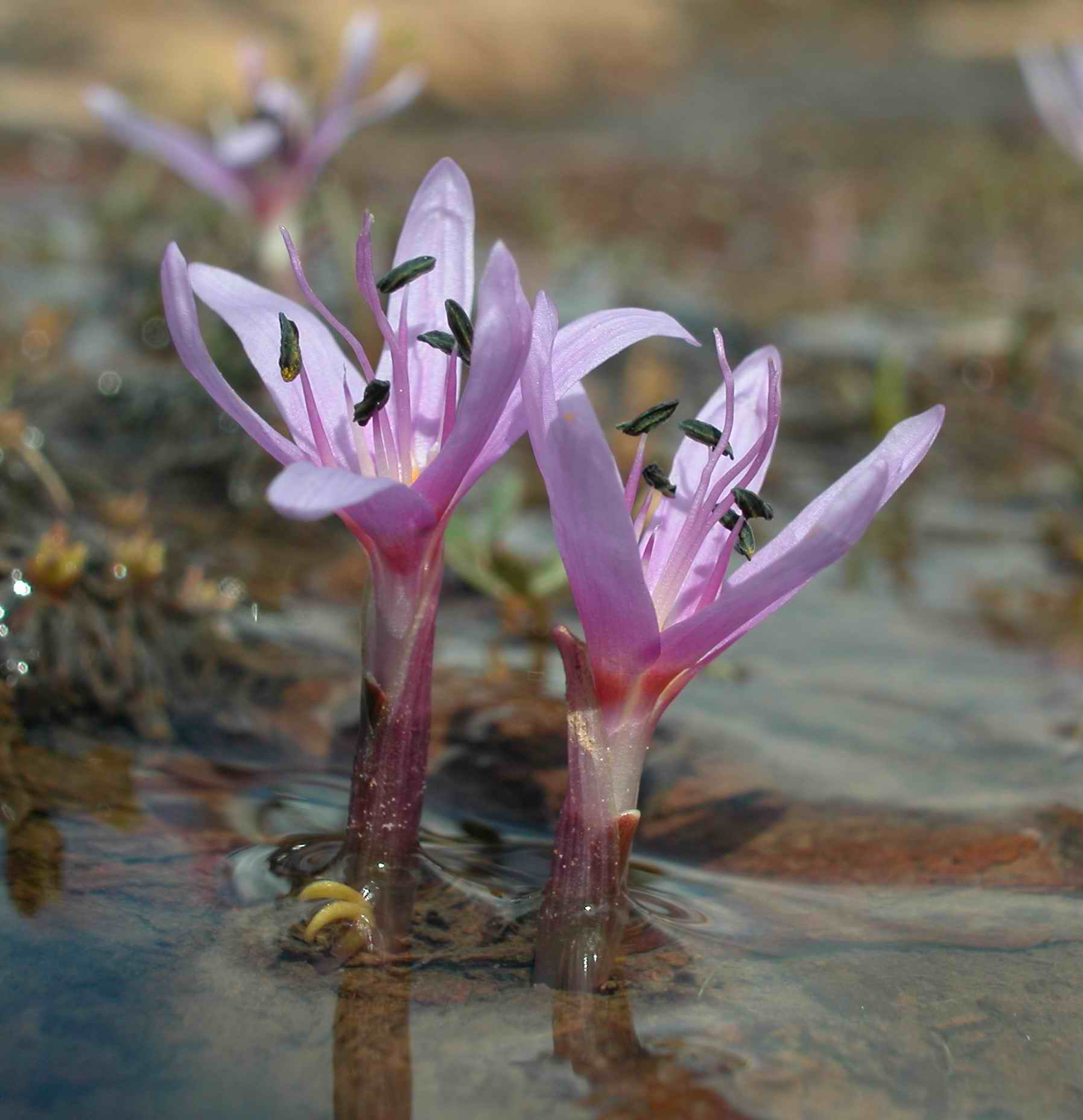
Colchicum figlalii
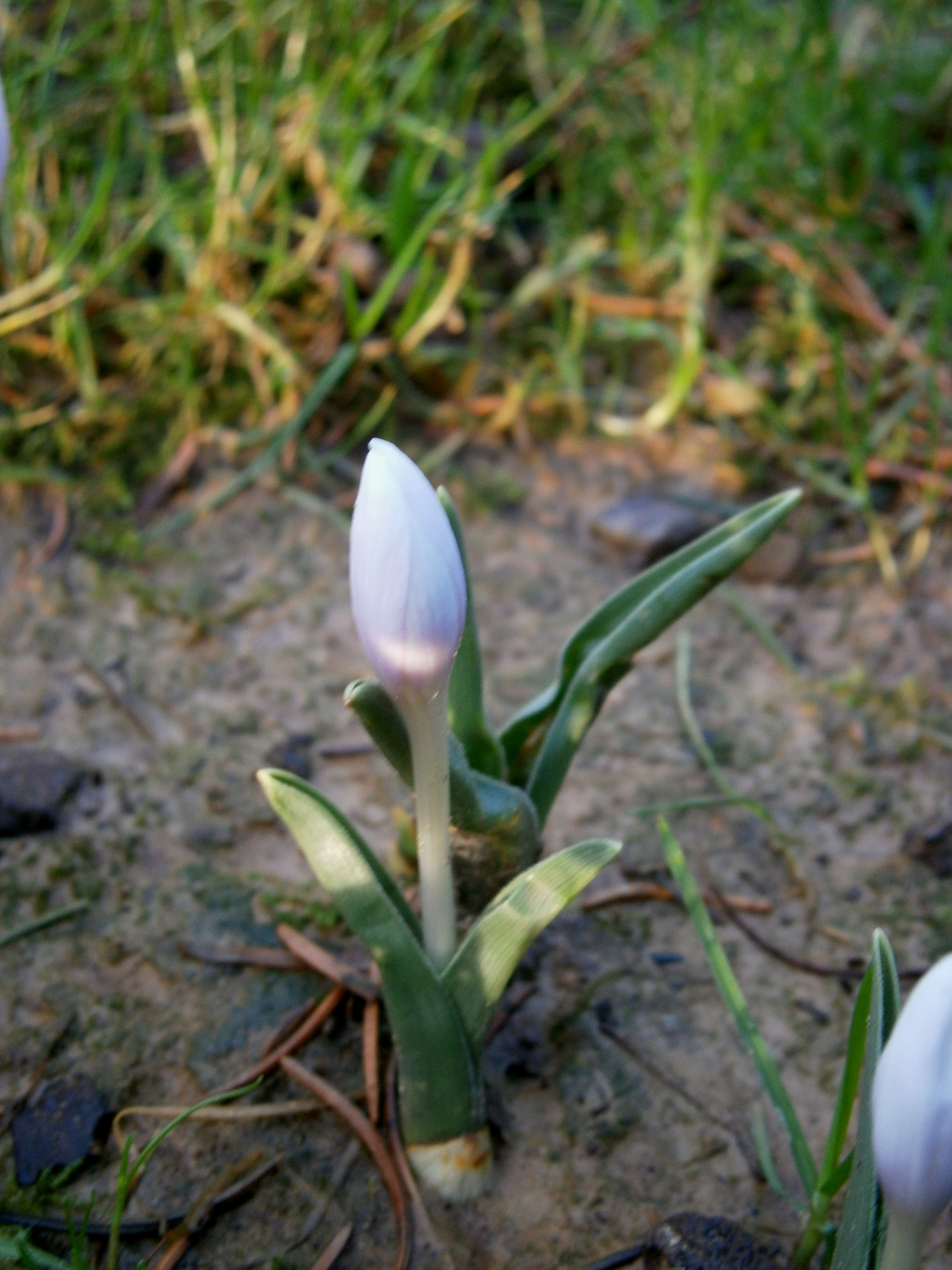
Colchicum hungaricum
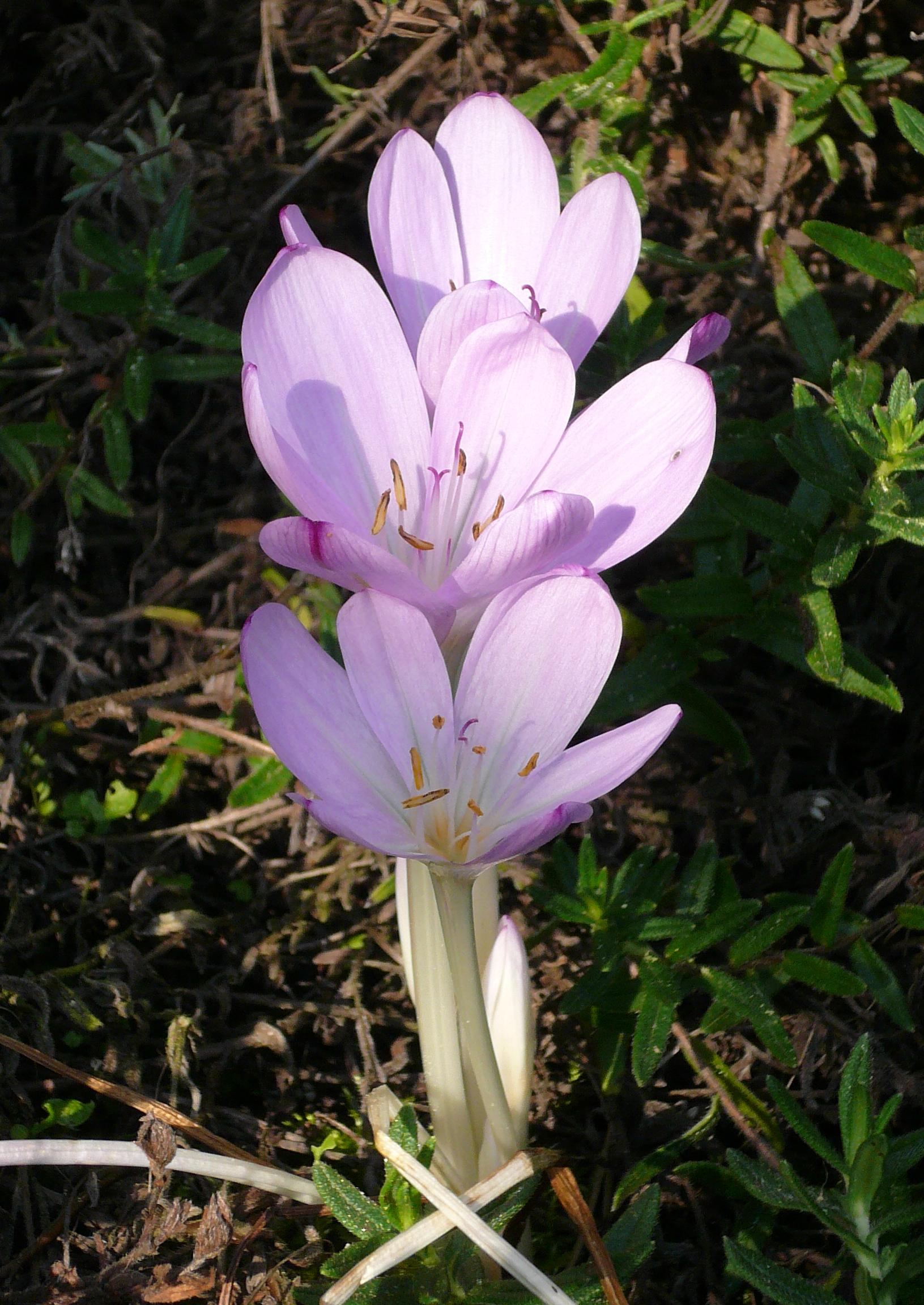
Colchicum lusitanum
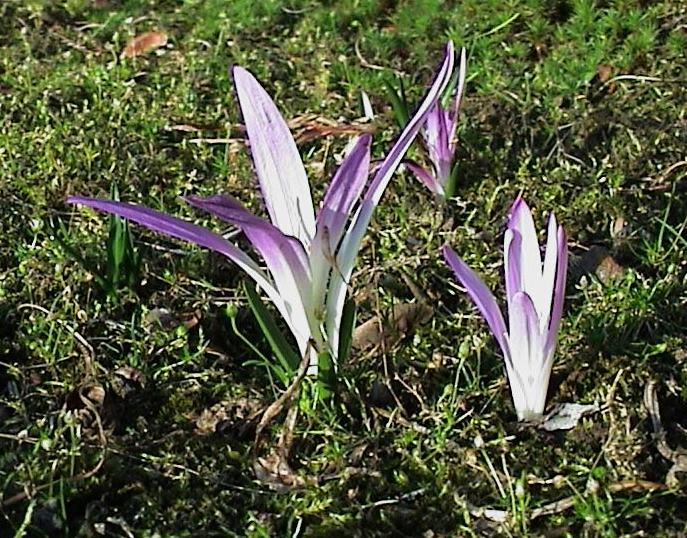
Colchicum montanum
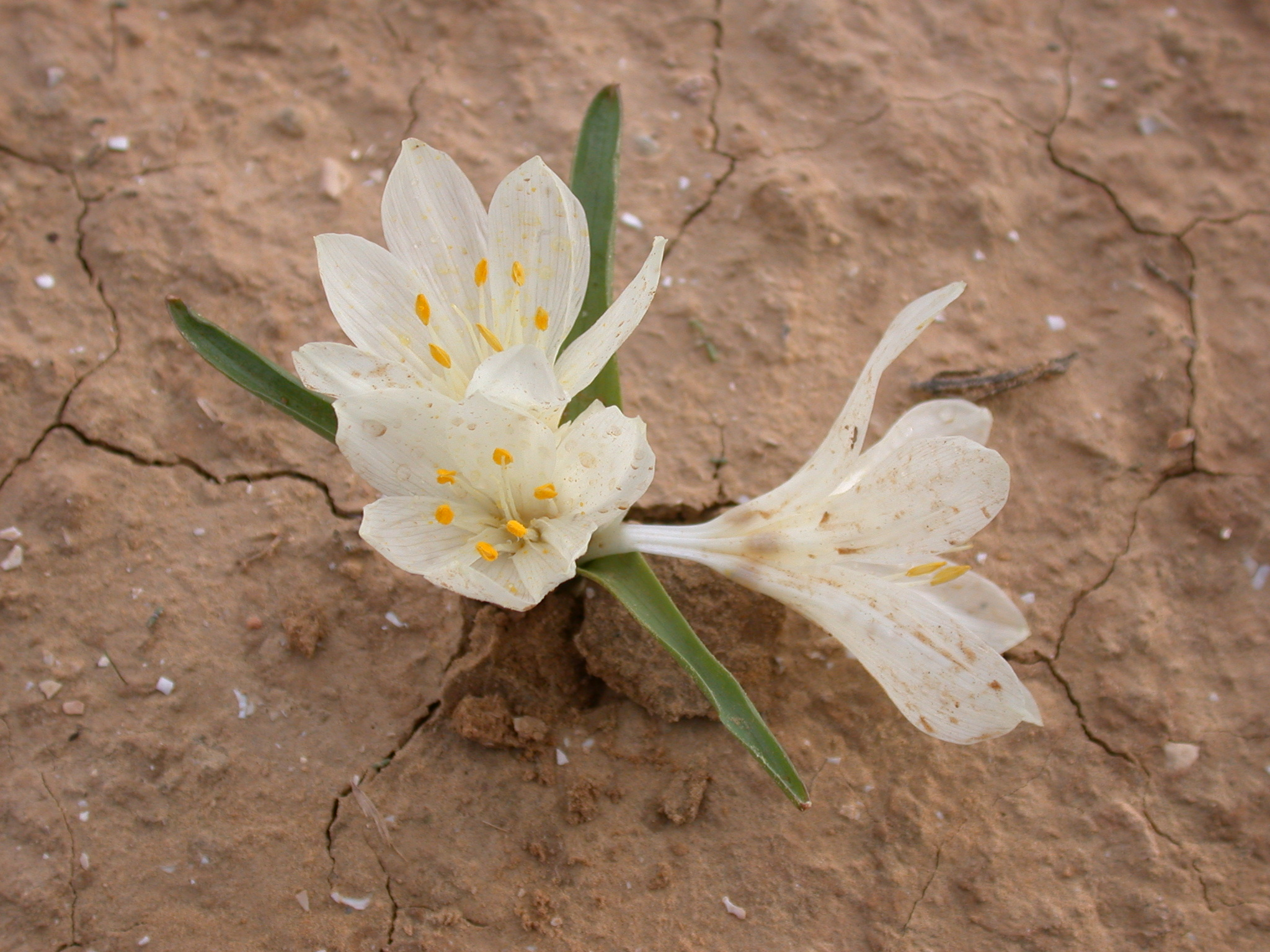
Colchicum ritchii
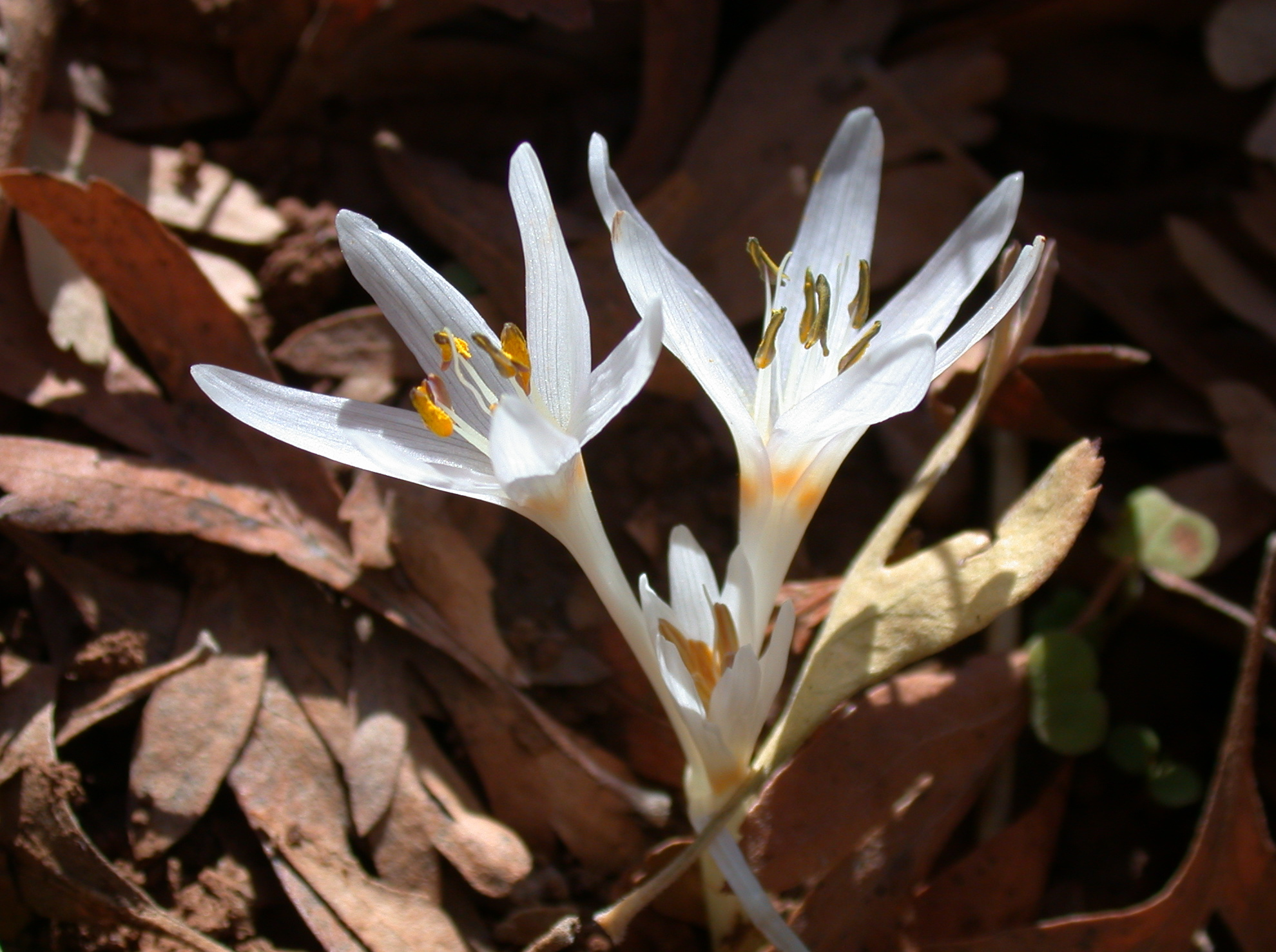
Colchicum antilibanoticum
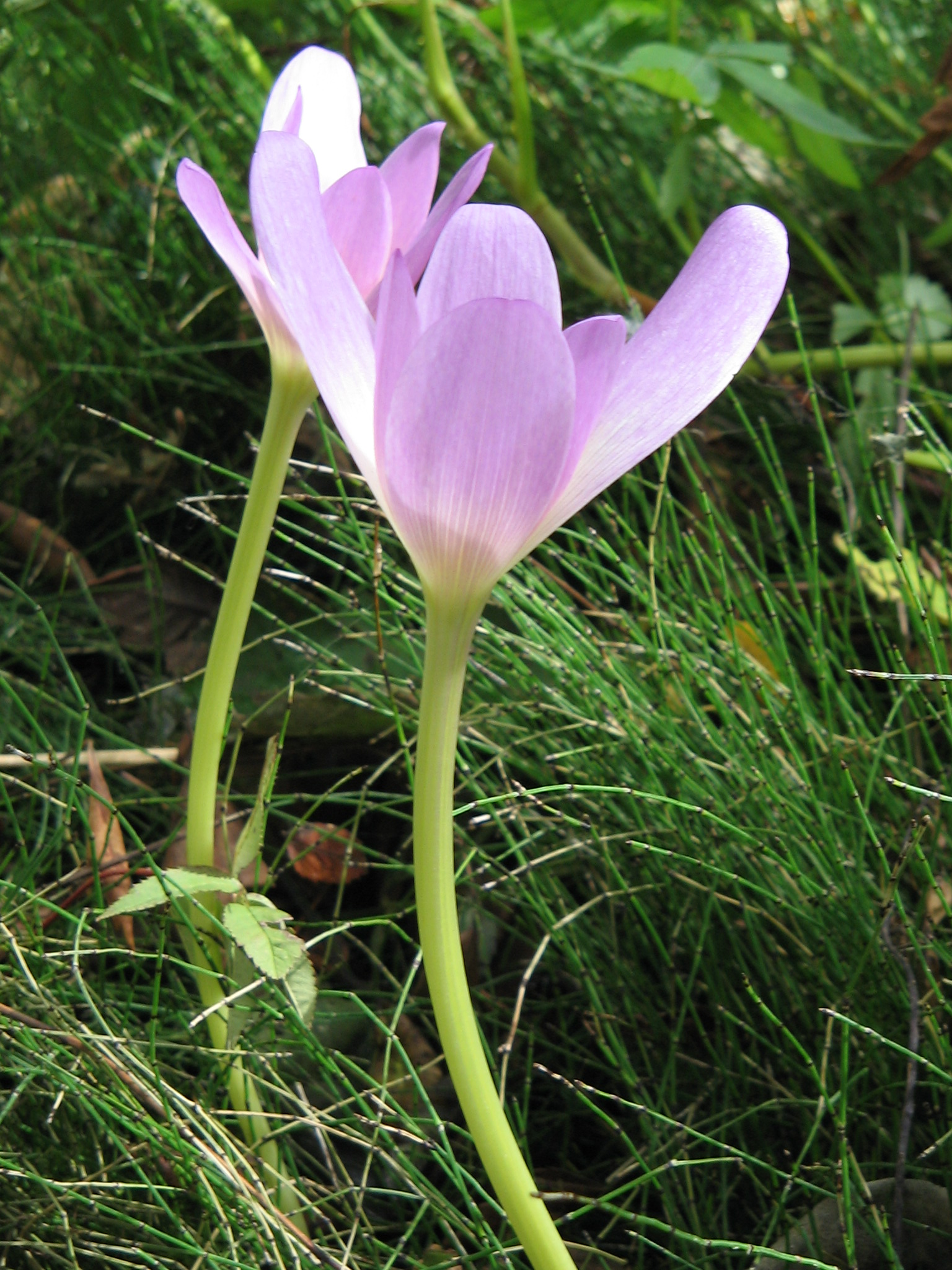
Colchicum speciosum
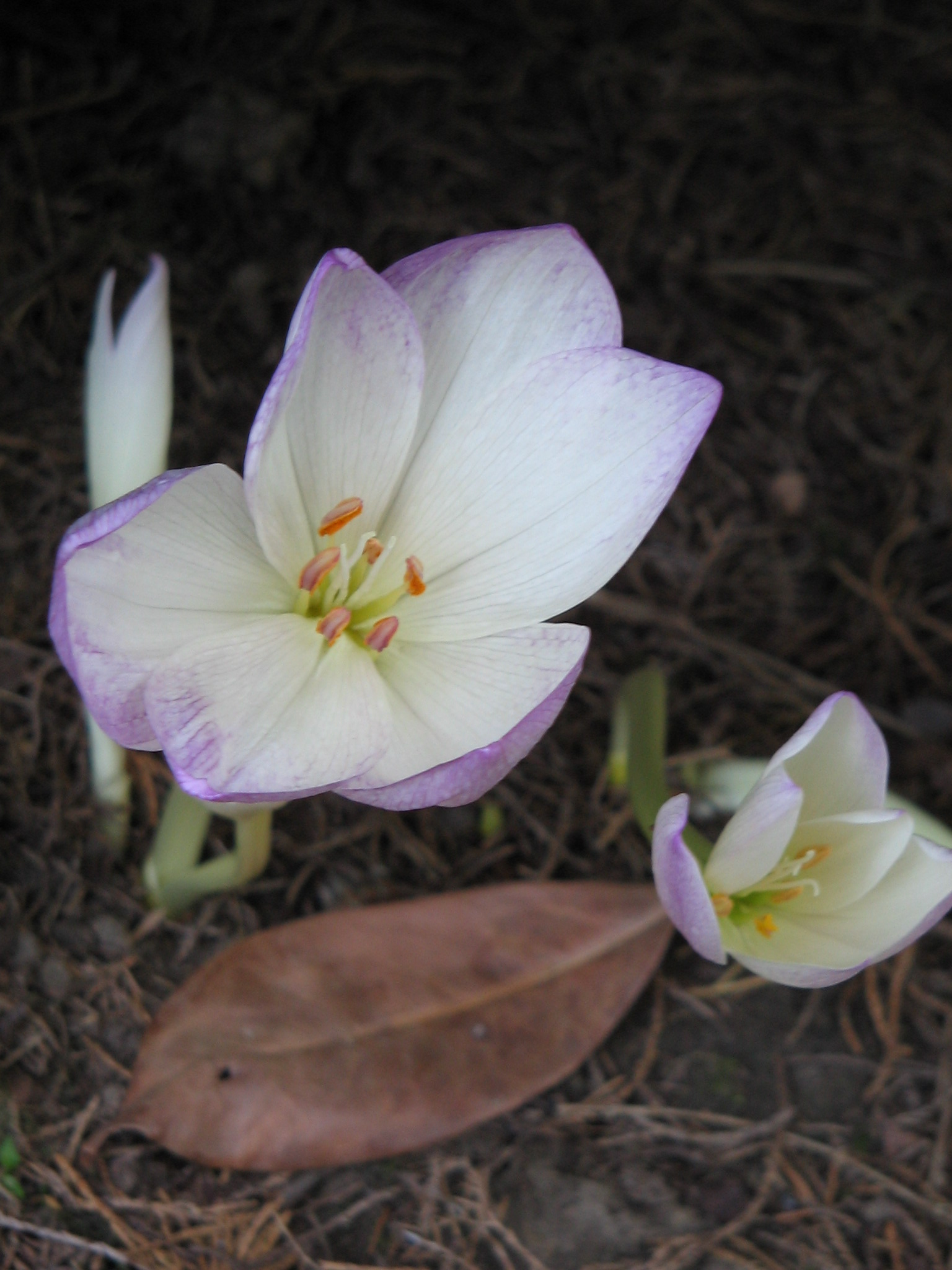
Colchicum speciosum var. bornmuelleri
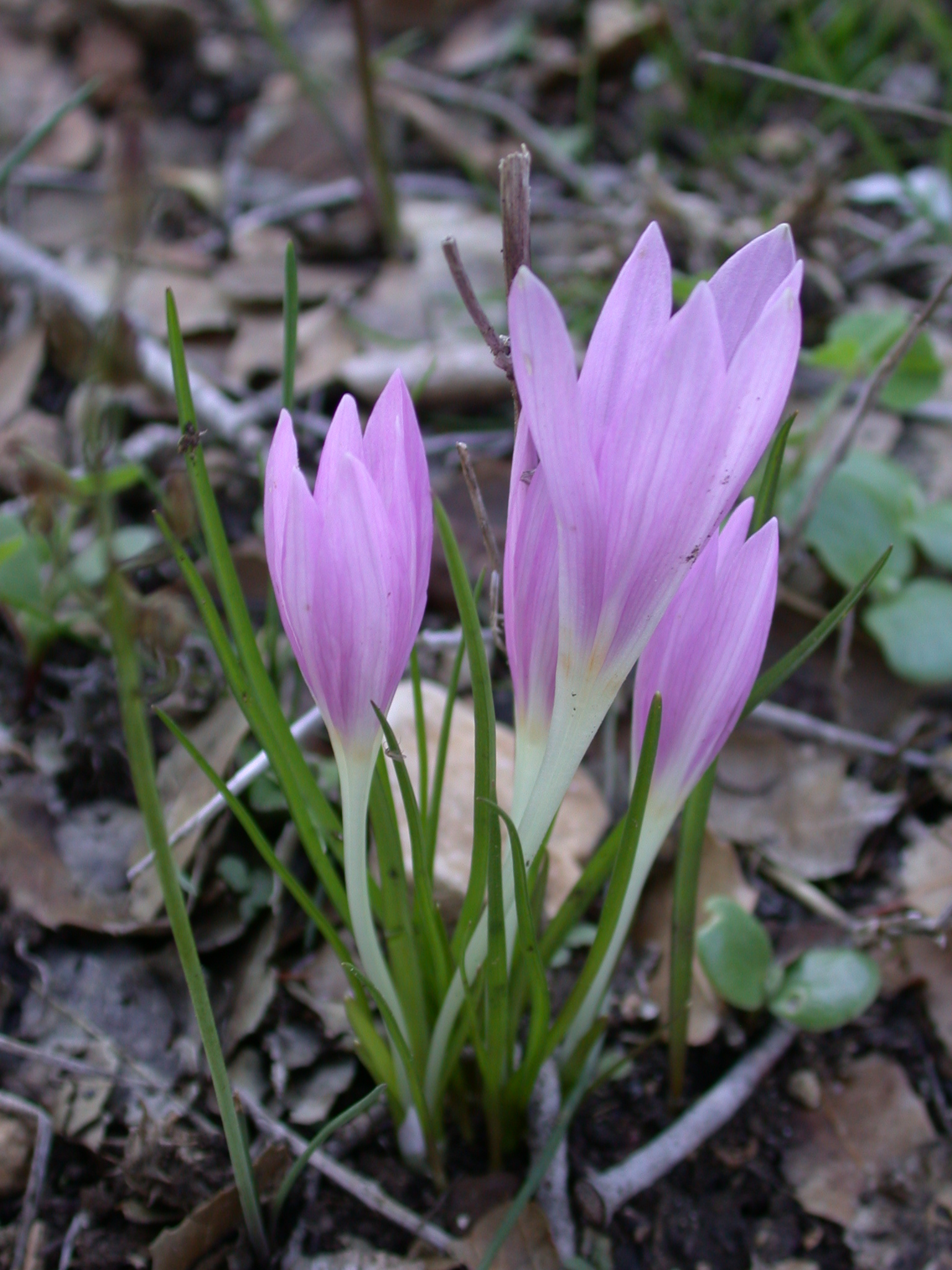
Colchicum stevenii
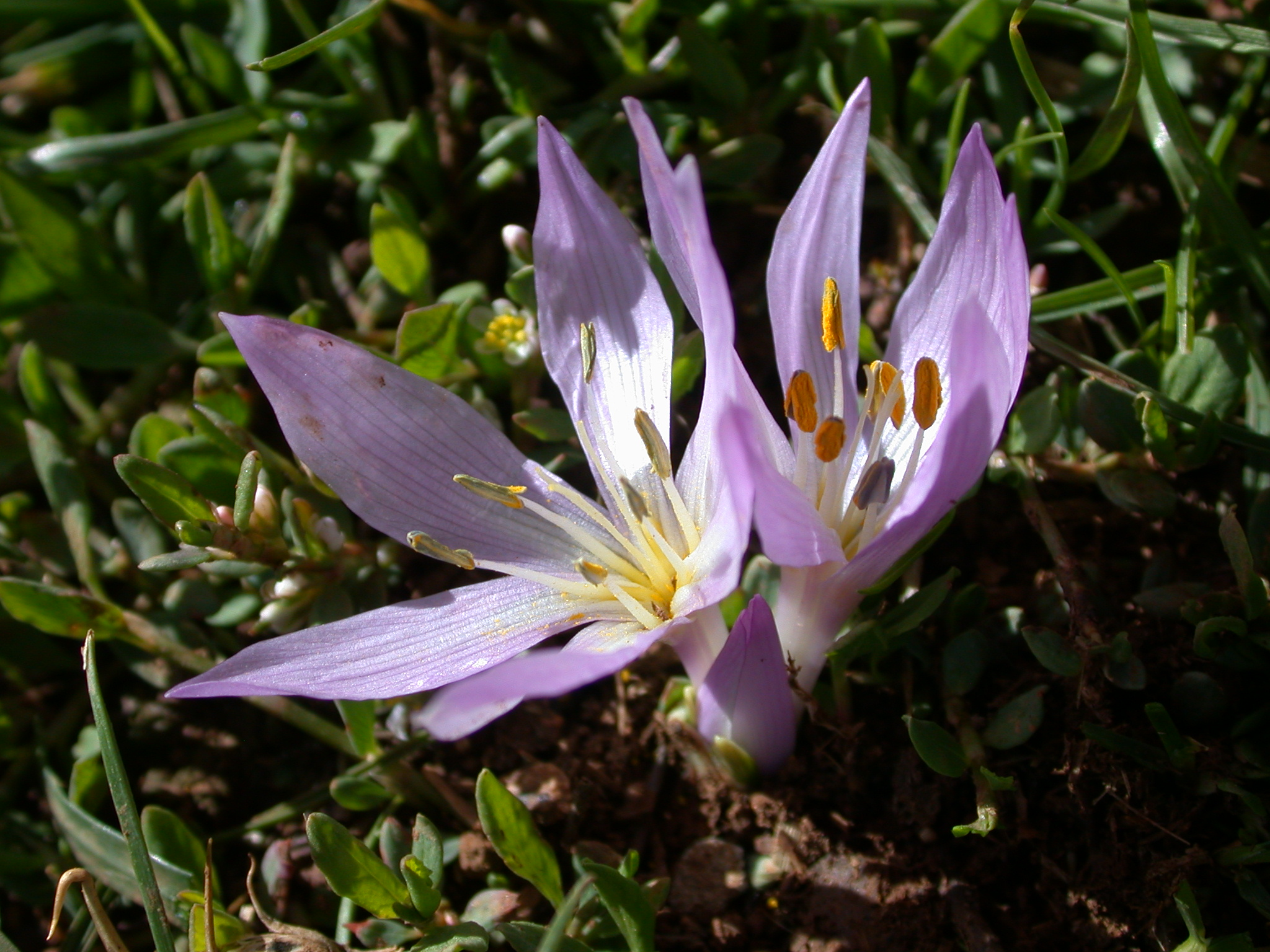
Colchicum szovitsii subsp. brachyphyllum
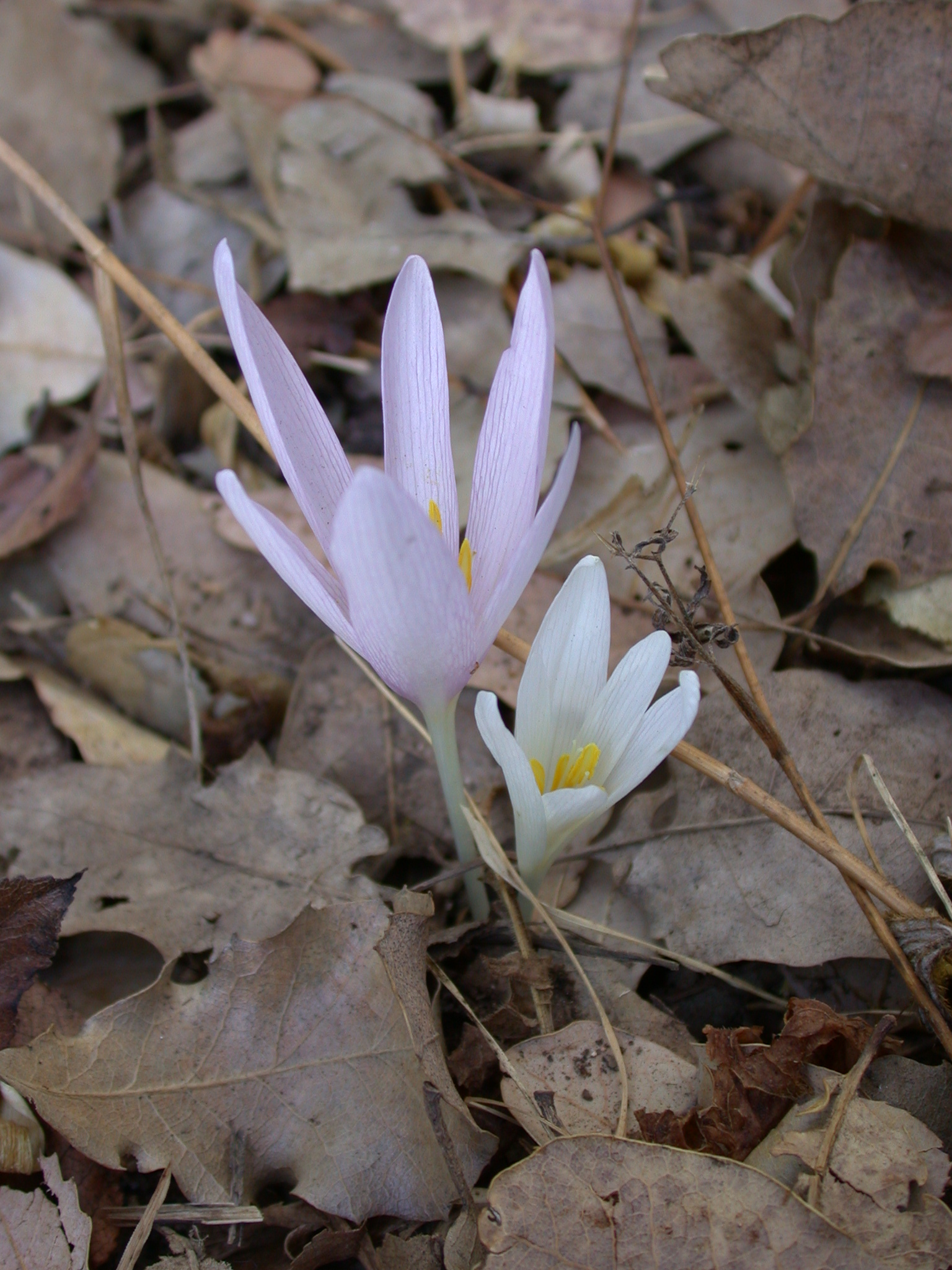
Colchicum troodi
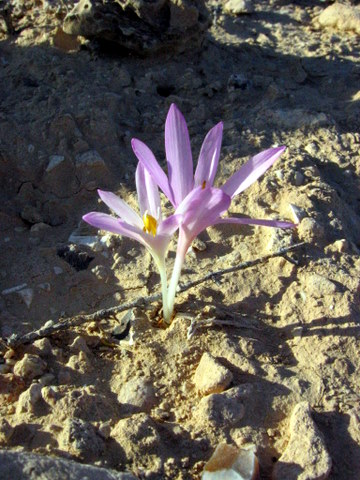
Colchicum tunicatum
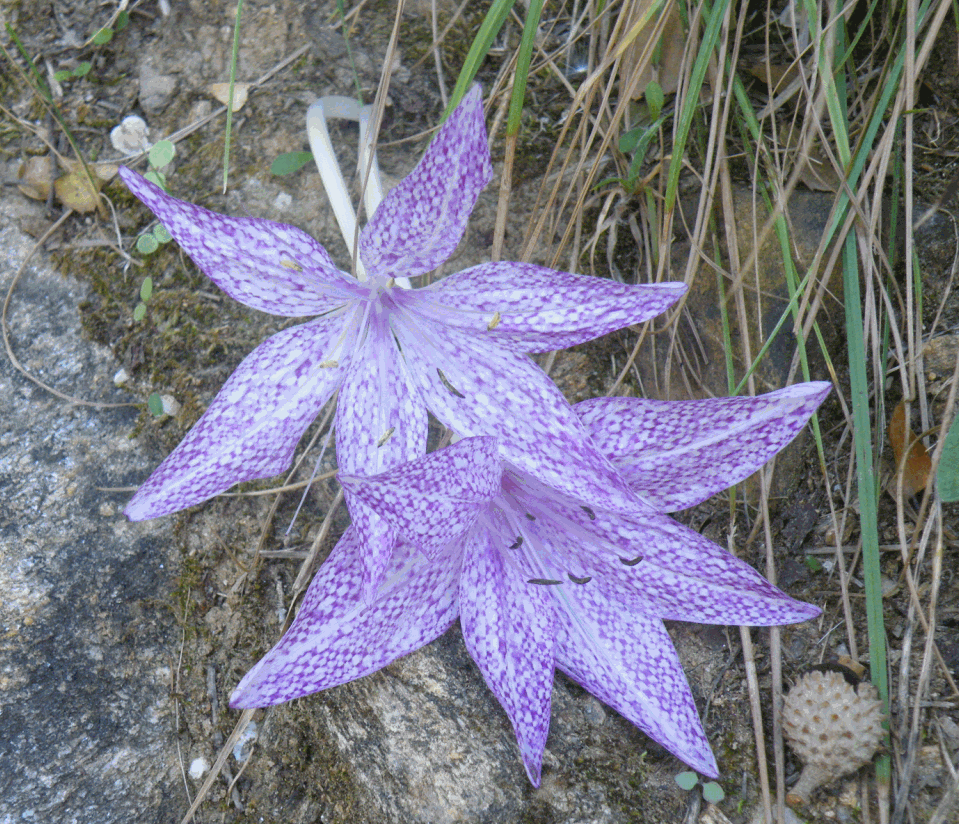
Colchicum variegatum